# パンチ・ザ・クロック
パンチ・ザ・クロック (Punch the Clock)は、1983年に発表されたエルヴィス・コステロ&ジ・アトラクションズのアルバム。全英1位、全米24位を記録した。

## 解説
エルヴィス・コステロにとって8枚目のアルバム。プロデューサーはクライヴ・ランガーとアラン・ウィンスタンリー。
TKOホーンズをホーンセクションに迎えた全体的に派手なサウンドが特徴だが、コステロ自身は、表面的で深みがなく、また80年代的なサウンドであるという理由で、本アルバムには批判的な見解を述べている。ただクライヴに対しては、彼のおかげでレコードがヒットしたということで批判的というわけではない。
このアルバムからは「ピルズ・アンド・ソープ Pills and Soap」、「エヴリデイ・アイ・ライト・ザ・ブック -  Everyday I Write the Book」、「レット・ゼム・オール・トーク - Let Them All Talk」がシングルカットされた。「ピルズ・アンド・ソープ Pills and Soap」はサッチャー政権に対するプロテストソングで「エルヴィス・コステロ」ではなく「ジ・インポスター」名義でリリースされ、イギリスのチャートで16位を獲得し、1983年のイギリスの総選挙前に回収された。「エヴリデイ・アイ・ライト・ザ・ブック -  Everyday I Write the Book」もイギリスで28位となりスマッシュヒットした。
日本のみでシングルカットされた「シップビルディング - Shipbuilding」は、元々ロバート・ワイアットに提供したコステロとクライヴ・ランガーの共作曲で、フォークランド紛争をテーマにしたプロテストソングである。このアルバムのバージョンではジャズミュージシャンのチェット・ベイカーがトランペットで参加している。
なお、同曲のシングルのB面にも収録された「ザ・ワールド・アンド・ヒズ・ワイフ The World and his Wife」については、日本盤の発売当時「コステロ音頭」という邦題が付けられていた。アルバムの日本盤で対訳（補訳）を担当したピーター・バラカンの命名という説があったが、2014年6月にバラカンがInterFMの番組「Ready Steady George!!」にゲスト出演した際に、この邦題の命名者は自分ではないと発言している。
このアルバム以外のコステロのアルバムは、Rykodisc盤で書かれた本人によるライナーノーツは棄てられ、Rhino盤として新規に書き下ろされているが、本アルバムのRhino盤のライナーノーツは、1995年のRykodisc盤でのコステロ本人によるライナーノーツをほぼ引用し、新たにRhino盤用にコステロ本人が追記するという形を取っている。

## 収録曲
1. レット・ゼム・オール・トーク - Let Them All Talk
2. エヴリデイ・アイ・ライト・ザ・ブック -  Everyday I Write the Book
3. ザ・グレイテスト・シング - The Greatest Thing
4. ジ・エレメント・ウィズイン・ハー - The Element Within Her
5. ラヴ・ウェント・マッド - Love Went Mad
6. シップビルディング - Shipbuilding
7. TKO(ボクシング・デイ) - TKO (Boxing Day)
8. チャーム・スクール - Charm School
9. ジ・インヴィジブル・マン The Invisible Man
10. マウス・オールマイティ Mouth Almighty
11. キング・オブ・シーヴス King of Thieves
12. ピルズ・アンド・ソープ Pills and Soap
13. ザ・ワールド・アンド・ヒズ・ワイフ The World and his Wife

### ボーナス・トラック (1995 Rykodisc)
1. ヒーゼン・タウン - Heathen Town
2. フラーティング・カインド - The Flirting Kind
3. ウォーキング・オン・シン・アイス - Walking on Thin Ice
4. タウン・ホエア・タイム・ストゥッド・スティル - The Town Where Time Stood Still
5. シャッタープルーフ - Shatterproof
6. ザ・ワールド・アンド・ヒズ・ワイフ - The World and his Wife" (Live)
7. エヴリデイ・アイ・ライト・ザ・ブック - Everyday I Write the Book (Live)

### ボーナス・ディスク (2003 Rhino)
1. エヴリデイ・アイ・ライト・ザ・ブック(オルタネイト・ヴァージョン) - Everyday I Write the Book (Alternate version)
2. ベイビー・ピクチャーズ - Baby Pictures
3. ヒーゼン・タウン - Heathen Town
4. フラーティング・カインド - The Flirting Kind
5. ウォーキング・オン・シン・アイス - Walking on Thin Ice
6. ビッグ・シスターズ・クローゼズ〜スタンド・ダウン・マーガレット(BBC　セッション) - Big Sister's Clothes/Stand Down, Margaret (BBC Session)
7. デンジャー・ゾーン(BBC　セッション) - Danger Zone (BBC Session)
8. セカンズ・オブ・プレジャー - Seconds of Pleasure
9. タウン・ホエア・タイム・ストゥッド・スティル - The Town Where Time Stood Still
10. ザ・ワールド・アンド・ヒズ・ワイフ(ソロ・ヴァージョン) - The World and his Wife (Solo version)
11. シャッタープルーフ - Shatterproof
12. ヒーゼン・タウン デモ - Heathen Town (Demo version)
13. フラーティング・カインド(デモ) - The Flirting Kind (Demo version)
14. レット・ゼム・オール・トーク(デモ) - Let Them All Talk (Demo version)
15. キング・オブ・シーヴズ(デモ) - King of Thieves (Demo version)
16. ジ・インヴィジブル・マン(デモ) - The Invisible Man (Demo version)
17. ジ・エレメント・ウィズイン・ハー(デモ) - The Element Within Her (Demo version)
18. ラヴ・ウェント・マッド(デモ) -  Love Went Mad (Demo version)
19. ザ・グレイテスト・シング(デモ) - The Greatest Thing (Demo version)
20. マウス・オールマイティ(デモ) - Mouth Almighty (Demo version)
21. チャーム・スクール(デモ) - Charm School (Demo version)
22. ポゼッション(ライヴ) - Possession (Live)
23. セカンダリィ・モダン(ライヴ) - Secondary Modern (Live)
24. ベルズ(ライヴ) - The Bells (Live)
25. ウォッチ・ユア・ステップ(ライヴ) - Watch Your Step (Live)
26. バック・スタバーズ〜キング・ホース(ライヴ) - Backstabbers/King Horse (Live)